# Баскетболист года конференции Mountain West
Баскетболист года конференции Mountain West (англ. Mountain West Conference Men's Basketball Player of the Year) — это ежегодная баскетбольная награда, вручаемая по результатам голосования лучшему баскетболисту среди студентов конференции Mountain West (MWC), входящей в первый дивизион NCAA. Голосование проводится среди главных тренеров команд, входящих в эту конференцию (в данный момент их одиннадцать), к тому же свои голоса тренеры подают после завершения регулярного чемпионата, но перед стартом турнира навылет, то есть в начале марта, причём они не могут голосовать за собственных игроков. Эта награда была учреждена и впервые вручена Алексу Дженсену из Университета Юты в сезоне 1999/00 годов.
Конференция официально начала свою деятельность в июле 1999 года, тогда в неё входило восемь команд. В 2005 году в конференцию была включена команда Техасского христианского университета, однако в 2012 году она была переведена в конференцию Big 12. С 2011 по 2013 годы к конференции присоединились пять команд, но одновременно покинули две команды, после чего в ней осталось одиннадцать команд.
Три раза обладателями этой награды становились два игрока (2004, 2008 и 2018). Чаще других обладателями этого приза становились баскетболисты университета Бригама Янга, университета Нью-Мексико и университета штата Калифорния в Сан-Диего (по 5 раз), университета Юты (4 раза).

## Легенда
|   | Сообладатели награды |
| * | Становились лауреатами Приза Джеймса Нейсмита (1969—) или Приза Джона Вудена (1977—), либо признавались баскетболистом года среди студентов по версии UPI (1955—1996) или Helms Foundation (1905—1979) |

## Победители
| Сезон   | Игрок            | Фото | Университет                              | Позиция                                     | Год обучения | Примечания |
| ------- | ---------------- | ---- | ---------------------------------------- | ------------------------------------------- | ------------ | ---------- |
| 1999/00 | Алекс Дженсен    |      | Университет Юты                          | Тяжёлый форвард / Лёгкий форвард            | Четвёртый    | [ 1 ]      |
| 2000/01 | Мекели Уэсли     |      | Университет Бригама Янга                 | Тяжёлый форвард / Лёгкий форвард            | Четвёртый    | [ 2 ]      |
| 2001/02 | Бриттон Джонсен  |      | Университет Юты                          | Тяжёлый форвард / Лёгкий форвард            | Третий       | [ 3 ]      |
| 2002/03 | Рубен Дуглас     |      | Университет Нью-Мексико                  | Атакующий защитник / Разыгрывающий защитник | Четвёртый    | [ 4 ]      |
| 2003/04 | Рафаэль Араужо   |      | Университет Бригама Янга                 | Центровой                                   | Четвёртый    | [ 5 ]      |
| 2003/04 | Ник Уэлч         |      | Академия ВВС США                         | Центровой                                   | Второй       | [ 6 ]      |
| 2004/05 | Эндрю Богут*     |      | Университет Юты                          | Центровой / Тяжёлый форвард                 | Второй       | [ 7 ]      |
| 2005/06 | Брэндон Хит      |      | Университет штата Калифорния в Сан-Диего | Атакующий защитник                          | Третий       | [ 8 ]      |
| 2006/07 | Кина Янг         |      | Университет Бригама Янга                 | Атакующий защитник / Разыгрывающий защитник | Четвёртый    | [ 9 ]      |
| 2007/08 | Ли Каммард       |      | Университет Бригама Янга                 | Лёгкий форвард / Атакующий защитник         | Третий       | [ 10 ]     |
| 2007/08 | Джей Ар Гидденс  |      | Университет Нью-Мексико                  | Лёгкий форвард / Атакующий защитник         | Четвёртый    | [ 11 ]     |
| 2008/09 | Люк Невилл       |      | Университет Юты                          | Центровой                                   | Четвёртый    | [ 12 ]     |
| 2009/10 | Дарингтон Хобсон |      | Университет Нью-Мексико                  | Атакующий защитник / Лёгкий форвард         | Третий       | [ 13 ]     |
| 2010/11 | Джиммер Фредетт* |      | Университет Бригама Янга                 | Разыгрывающий защитник / Атакующий защитник | Четвёртый    | [ 14 ]     |
| 2011/12 | Джамаал Франклин |      | Университет штата Калифорния в Сан-Диего | Атакующий защитник                          | Второй       | [ 15 ]     |
| 2012/13 | Кендалл Уильямс  |      | Университет Нью-Мексико                  | Атакующий защитник                          | Третий       | [ 16 ]     |
| 2013/14 | Ксавьер Тэймс    |      | Университет штата Калифорния в Сан-Диего | Атакующий защитник                          | Четвёртый    | [ 17 ]     |
| 2014/15 | Деррик Маркс     |      | Университет штата Айдахо в Бойсе         | Атакующий защитник                          | Четвёртый    | [ 18 ]     |
| 2015/16 | Марвелл Харрис   |      | Университет штата Калифорния во Фресно   | Атакующий защитник                          | Четвёртый    | [ 19 ]     |
| 2016/17 | Джиан Клавелл    |      | Университет штата Колорадо               | Атакующий защитник                          | Четвёртый    | [ 20 ]     |
| 2017/18 | Калеб Мартин     |      | Университет Невады в Рино                | Лёгкий форвард                              | Третий       | [ 21 ]     |
| 2017/18 | Чендлер Хатчисон |      | Университет штата Айдахо в Бойсе         | Лёгкий форвард                              | Четвёртый    | [ 22 ]     |
| 2018/19 | Сэм Меррилл      |      | Университет штата Юта                    | Атакующий защитник                          | Третий       | [ 23 ]     |
| 2019/20 | Малакай Флинн    |      | Университет штата Калифорния в Сан-Диего | Разыгрывающий защитник                      | Третий       | [ 24 ]     |
| 2020/21 | Мэтт Митчелл     |      | Университет штата Калифорния в Сан-Диего | Лёгкий форвард                              | Четвёртый    | [ 25 ]     |
| 2021/22 | Дэвид Родди      |      | Университет штата Колорадо               | Лёгкий форвард                              | Третий       | [ 26 ]     |
| 2022/23 | Омари Мур        |      | Университет штата Калифорния в Сан-Хосе  | Разыгрывающий защитник / Атакующий защитник | Четвёртый    | [ 27 ]     |
| 2023/24 | Грейт Особор     |      | Университет штата Юта                    | Тяжёлый форвард                             | Третий       | [ 28 ]     |
| 2024/25 | Донован Дент     |      | Университет Нью-Мексико                  | Разыгрывающий защитник                      | Третий       | [ 29 ]     |